# Litauische Hilfspolizei

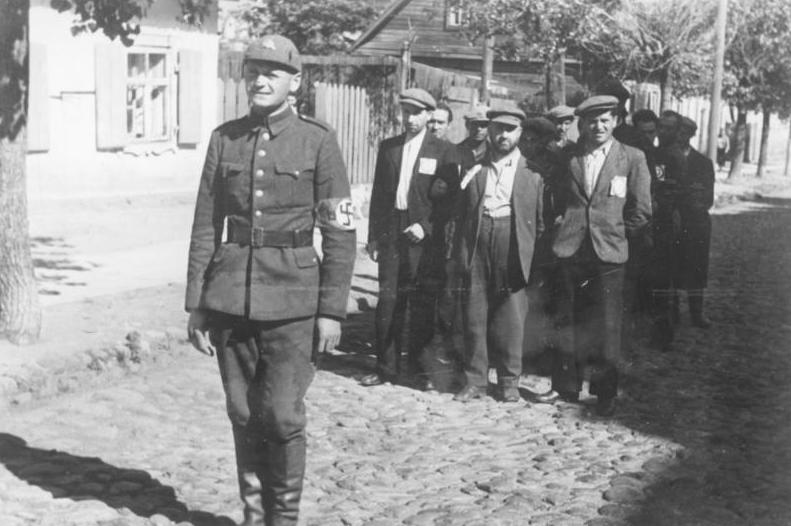
Litauischer Hilfspolizist eskortiert eine Gruppe litauischer Juden in Vilnius (Juli 1941)

Die Litauische Hilfspolizei bestand aus paramilitärischen Einheiten (Bataillone), die während der Besetzung Litauens durch das nationalsozialistische Deutschland zwischen 1941 und 1944 gebildet wurden.

## Geschichte
Ähnliche Einheiten, die als Schutzmannschaft-Bataillone bekannt waren, wurden auch in anderen deutsch besetzten Gebieten Osteuropas organisiert. In Litauen stammten die ersten Bataillone aus Einheiten, die während des antisowjetischen Aufstandes im Juni 1941 entstanden waren. Dazu zählte auch die TDA (Tautinio darbo apsauga, Schutz der nationalen Arbeit). Die litauischen Aktivisten hofften, dass diese Einheiten die Grundlage für die wiederhergestellte litauische Armee bilden würden. Stattdessen wurden diese Einheiten während des Zweiten Weltkrieges in den deutschen Militärapparat aufgenommen und unterstützten die deutschen Streitkräfte, indem sie z. B. strategische Objekte bewachten, an Anti-Partisanen-Operationen und am Holocaust in Litauen mitwirkten. Die Bataillone Nr. 12 und Nr. 13 waren besonders aktiv bei der Hinrichtung von Juden und waren verantwortlich für geschätzte 78.000 jüdische Holocaustopfer in Litauen und Weißrussland. Während die Bataillone auch häufig außerhalb Litauens eingesetzt wurden, nahmen sie im Allgemeinen nicht an militärischen Kämpfen teil. Insgesamt wurden 26 Bataillone gebildet und ungefähr 13.000 Männer dienten in ihnen. Im Juli/September 1944 wurden die restlichen Einheiten in zwei litauischen freiwilligen Infanterieregimentern zusammengefasst und an der Front eingesetzt.
Otto Bräutigam, während der Zeit des Nationalsozialismus leitender Mitarbeiter im Auswärtigen Amt sowie im Reichsministerium für die besetzten Ostgebiete (RMfdbO) von Alfred Rosenberg, schrieb am 11. Juli 1941 über seinen Besuch in Kowno: „Unter unserer stillschweigenden Duldung wurden zahlreiche Judenpogrome von der litauischen Hilfspolizei durchgeführt. Im Übrigen wurden die Juden, deren Kleidung mit einem gelben Stück Stoff auf dem Rücken versehen war, zu Arbeitskolonnen zusammengestellt.“